# اس‌تی‌اس-۷۷
اس‌تی‌اس-۷۷ (انگلیسی: STS-77) یکی از ماموریت‌های برنامه شاتل‌های فضایی بود که در تاریخ ۱۹ می ۱۹۹۶ از پایگاه فضایی کندی به فضا پرتاب شد. این ماموریت که حدوداً ده روز به طول انجامید توسط شاتل اندور انجام گرفت.